# Sommer-Paralympics 2008/Teilnehmer (Laos)
| stlisierte Goldmedaille | stlisierte Silbermedaille | stlisierte Bronzemedaille |
| ----------------------- | ------------------------- | ------------------------- |
| —                       | —                         | 1                         |

Laos nahm mit dem Powerlifter Eay Simay an den Sommer-Paralympics 2008 im chinesischen Peking teil, der auch Fahnenträger beim Einzug der Mannschaft war. Simay gewann eine Bronzemedaille im Powerlifting (Bankdrücken) in der Klasse bis 48 kg.

## Teilnehmer nach Sportart

### Powerlifting (Bankdrücken)
Männer
- Eay Simay

bis 48 kg: Bronze 